# میگ-۳۱
میکویان میگ-۳۱ (به روسی: Микоян МиГ-31) (نام نام‌گذاری ناتو: فاکس‌هاوند Foxhound)، یک هواپیمای رهگیر فراصوت است که توسط شرکت میکویان در شوروی به‌عنوان جایگزین جنگندهٔ میگ-۲۵ فاکسبَت ساخته شد. این جنگنده، بر اساس میگ-۲۵ ساخته شده و در برخی ویژگی‌ها، دارای اشتراکاتی با میگ-۲۵ است. میگ-۳۱ اکنون یکی از پُرسرعت‌ترین جنگنده‌های جهان است. این هواپیما پس از پایان جنگ سرد و فروپاشی اتحاد جماهیر شوروی در سال ۱۹۹۱ توسط نیروی هوایی روسیه و نیروی پدافند هوایی قزاقستان به فعالیت خود ادامه می‌دهد. وزارت دفاع روسیه انتظار دارد که میگ-۳۱ تا سال ۲۰۳۰ یا پس از آن در خدمت باقی بماند. در سال ۲۰۲۰ اعلامیه‌ای مبنی بر افزایش طول عمر خدمتی این جنگنده از ۲۵۰۰ به ۳۵۰۰ ساعت در هواپیماهای موجود در روسیه اعلام شد.

## تاریخچه
نخستین بار غرب در دههٔ ۱۹۷۰ و پس از فرار ویکتور بلینکو به ژاپن از طرح شوروی که در حال ساخت یک رهگیر بسیار پیشرفته‌تر از میگ ۲۵ بود با نام سوپر فاکسبت اطلاع پیدا کرد. بلینکو فاش ساخت جنگندهٔ جدید از یک رادار به مراتب پیشرفته‌تر از رادار آرسمیچ میگ ۲۵ برخوردار است که از فناوری تغییر فازهای امواج رادار بهره می‌برد و دارای یک موشک هدایت راداری با دست‌کم دو برابر برد موشک آر ۴۰ که در آن زمان، سلاح اصلی میگ ۲۵ بود برخوردار است.
هدف بعدی، مقابله با جالش اساسی روس‌ها یعنی هواپیمای اس‌آر-۷۱ بلک‌برد بود. بلک‌برد در آن زمان، از سمت بریتانیا پرواز می‌کرد و با عبور از منطقهٔ اسکاندیناوی و سوخت‌گیری بر فراز نروژ وارد شوروی می‌شد. میگ ۲۵ از سرعت بالایی برخوردار بود، ولی مشکل این بود که این جنگنده در حالت مسلح، حداکثر توان پرواز تا ۲/۵ ماخ را داشت از طرفی میگ ۲۵ تنها برای دقایق کوتاهی توان پرواز با حداکثر قدرت موتور در حالت پس‌سوز را داشت و اگر مدت زیادی در این حالت می‌ماند بر اثر گرمای زیاد، موتور این هواپیما شروع به ذوب شدن می‌کرد و موشک آر ۴۰ هم تا به حداکثر ارتفاع و سرعت مناسب برای رهگیری اس آر ۷۱ می‌رسید، سوخت آن تمام می‌شد و در کل روس‌ها به جنگ‌افرار تواناتری نیاز داشتند. دفتر طراحی میکویان این جنگنده را بر اساس میگ-۲۵ طراحی کرده‌است.
میگ-۳۱ نخستین پرواز خود را در سال ۱۹۷۵ انجام داد و از سال ۱۹۸۲ وارد خدمت فعال نظامی در ارتش شوروی شد و تا پیش از انحلال اتحاد جماهیر شوروی، پیشرفته‌ترین هواپیمای رهگیر این کشور بود.

## طراحی و توسعه

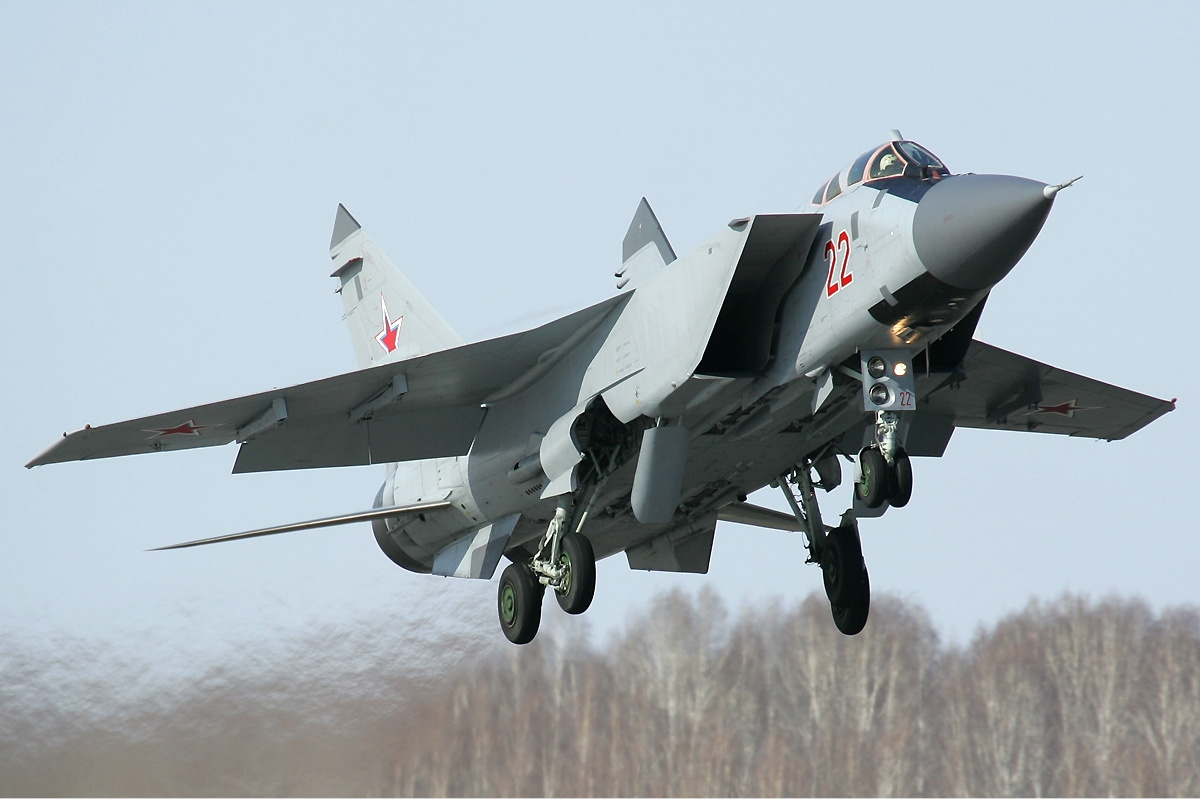
تصویری از میگ-31

میگ ۳۱ قابلیت درگیری هم‌زمان با چندین هدف را دارد. رادار نیرومند زاسلون اس‌بی‌آی-۱۶ مهم‌ترین عامل تأثیرگذاری میگ-۳۱ است که در زمان خود قوی‌ترین رادار جنگندهٔ دنیا محسوب می‌شد. موتور جدید سولویف دی-۳۰اف۶ هم موجب شده بود تا برد عملیاتی و پارامترهای پروازی اصلی این هواپیما در مقایسه با میگ-۲۵ ارتقا پیدا کند. بدنه و بال‌های آن هم از میگ-۲۵ قوی‌تر بود و توانایی پرواز فراصوت در ارتفاع پایین را دارد. دو موتور توربوفن دی-۳۰اف۶ با نیروی گشتاور ۱۵۲ کیلونیوتن امکان رسیدن به سرعت ۱٬۲۳ ماخ در ارتفاع پایین و ۲٬۸۳ ماخ در ارتفاع بالا را به این هواپیما می‌دهد. از نظر قوای محرکه امکان گذر از سرعت ۳ ماخ هم برای این هواپیما وجود دارد، اما فشار بیش از اندازه‌ای را به موتور و بدنهٔ پروازی وارد می‌کند و به همین جهت در حالت عادی و غیراضطراری نباید هواپیما را به چنین سرعتی رساند. روس‌ها تا سال ۱۹۸۷ بیش از ۱۵۰ فروند میگ-۳۱ را در نقاط مختلف مرزی از آرخانگلسک در شمال غربی کشور گرفته تا خاور دور شوروی مستقر کرده بودند. این هواپیما صرفاً برای دفاع هوایی از سرزمین اصلی شوروی طراحی شده‌بود و مأموریت دیگری نداشت. میگ-۳۱ موشک‌های هوابه‌هوای دوربرد آآ-۹ را حمل می‌کرد و با موشک ام-۹ توانایی درگیری هم‌زمان با ۴ هدف متفاوت را داشت. نزدیک‌ترین هواپیماهای غربی به میگ ۳۱ دو جنگندهٔ اف-۱۴ و اف-۱۵ هستند.

### ارتقا
میگ-۳۱بی‌ام مدل ارتقایافته‌ای از میگ-۳۱ با قابلیت‌های بسیار بالاتر جنگی است که قرار است تمام میگ-۳۱های فعال ارتش روسیه به آن ارتقا یابند. این جنگنده در وضعیت جنگ هوایی قدرت رهگیری ۲۴ هدف و درگیری با ۸ هدف از جمله موشک‌های کروز و هواپیماهای فراصوت را دارد. شرکت میگ در سال ۱۹۹۹ برای نخستین بار این هواپیما را به معرض نمایش عمومی گذاشت. رهگیری جنگنده‌هایی با ۳۲۰ کیلومتر فاصله و انهدام اهداف هوایی در فاصلهٔ ۲۸۰ کیلومتری با ۶ موشک ویمپل آر-۳۷ از جمله قابلیت‌های مدل بی‌ام است.. قابلیت‌های حمله به اهداف سطحی و نقشه‌برداری زمین هم به این جنگنده افزوده شد و در نتیجه این جنگنده برخلاف نسخهٔ پایهٔ میگ-۳۱ یک جنگنده چندمنظوره است. میگ-۳۱بی‌ام همچنین تنها هواپیمای در حال تولید است که توان درگیری مؤثر با موشک‌های کروز مدل تاماهاوک را دارد. یک کارشناس روسی معتقد بود که اگر عراق در جریان جنگ خلیج فارس از میگ-۳۱ برخوردار بود، حداکثر ده درصد موشک‌های کروز آمریکایی و انگلیسی می‌توانستند به اهداف خود در داخل خاک عراق برسند.

## صادرات
در سال ۱۹۹۲ چینی‌ها با روس‌ها مذاکراتی را جهت خرید ۲۰۰ فروند میگ-۳۱ و متعاقب آن خرید تعدادی سوخو-۳۳ را آغاز کردند. قرار بود این جنگنده‌ها در چین تحت مجوز سازنده مونتاژ شوند و به‌صورت کیت‌های آماده به چین تحویل شوند. نسخهٔ تحویلی به چین از نسخهٔ صادراتی و ضعیف‌شدهٔ این جنگنده بود ولی به‌دلایلی نامعلوم، این معامله انجام نگرفت و چینی‌ها ترجیح دادند که یک جنگندهٔ کارآمدتر چون سوخو ۲۷ را به‌خدمت بگیرند.
در سال ۱۹۹۲ روسیه میگ-۳۱ را به فنلاند پیشنهاد داد اما فنلاند این پیشنهاد را نپذیرفت.
سوریه در سال ۲۰۰۷ هشت فروند هواپیمای میگ-۳۱ئی برای نیروی هوایی سوریه سفارش داد. بنا بر گزارش‌ها، این سفارش، در ماه مه ۲۰۰۹ به‌دلیل فشار اسرائیل یا کمبود بودجهٔ سوریه به‌حالت تعلیق درآمد. در ۱۵ اوت ۲۰۱۵، رسانه‌های خبری ترکیه گزارش دادند که شش فروند میگ ۳۱ به نیروی هوایی سوریه تحویل داده شده اما روسیه تحویل این جنگنده به سوریه را رد کرد.

## کاربران

### کاربران فعلی
- قزاقستان — پس از روسیه که کاربر اصلی است، قزاقستان حدود ۳۰ فروند میگ ۳۱ دارد. در سال ۲۰۰۷ قراردادی به ارزش ۶۰ میلیون دلار برای ارتقای ده فروند از آن‌ها به میگ-۳۱بی‌ام به امضا رسید.[۵]
- روسیه

### کاربران سابق
- اتحاد جماهیر شوروی
  - نیروی دفاع هوایی شوروی
  - نیروی هوایی شوروی — که پس از انحلال شوروی، بین نیروی هوایی روسیه و قزاقستان تقسیم شد.

## ویژگی‌ها
منبع اطلاعات Great Book of Modern Warplanes, MiG-31E data
مشخصات عمومی
- خدمه: دو (خلبان و متخصص سیستم‌های جنگ‌افزاری)
- طول: ۲۲٫۶۹ متر (۷۴ فوت ۵ اینچ)
- پهنای بال: ۱۳٫۴۶ متر (۴۴ فوت ۲ اینچ)
- ارتفاع: ۶٫۱۵ متر (۲۰ فوت ۲ اینچ)
- بال: مساحت ۶۱٫۶ مترمربع (۶۶۳ فوت²)
- وزن خالی: ۲۱٬۸۲۰ کیلو (۴۸٬۱۰۰ پوند)
- وزن بارگیری: ۴۱٬۰۰۰ کیلوگرم (۹۰٬۴۰۰ پوند)
- بیشینه وزن برخاست: ۴۶٬۲۰۰ کیلوگرم (۱۰۱٬۹۰۰ پوند)
- پیشرانه: ۲× توربوفن با پس‌سوز سولوویف د-۳۰
  - نیرو ی خشک: ۹۳ کیلو نیوتن (20,900 lbf) هرکدام
  - نیرو با پس سوز ۱۵۲ کیلو نیوتن (34,172 lbf) هرکدام

 عملکرد 
- سرعت بیشینه: ارتفاع بالا: ۲٫۸۳ ماخ (۳٬۳۷۷ کیلومتر بر ساعت) ارتفاع پایین: ۱٫۲ ماخ (۱٬۴۳۲ کیلومتر بر ساعت)
- شعاع عملیاتی: ۷۲۰ کیلومتر (۴۵۰ مایل) در سرعت ۲٫۳۵ ماخ
- برد ترابری: ۳٬۳۰۰ کیلومتر (۲٬۰۵۰ مایل)
- سقف پروازی: ۲۰٬۶۰۰ متر (۶۷٬۶۰۰ فوت)
- نرخ اوج‌گیری: ۲۰۸ متر بر ثانیه (۴۱٬۰۰۰ فوت/دقیقه)
- بارگیری بال: ۶۶۵ کیلوگرم بر مترمربع (۱۳۶ پوند بر فوت مربع)
- نسبت نیرو به وزن: ۰٫۸۵
- حداکثر بارگیری نیروی جی: ۵g

جنگ‌افزار

- یک توپ ۲۳ میلی‌متری GSh-6-23
- ۴ جایگاه زیر بدنه برای موشک‌های ویمپل آر-۳۳ (آ-۹ آموس) یا ۶ جایگاه برای موشک‌های دوربرد ویمپل آر-۳۷ (آآ-ایکس-۱۳ ارو) فقط در میگ-۳۱ام/ام‌بی
- ۴ پایلون زیر بال برای:
  - دو موشک میان‌برد بیسنوات آر-۴۰
  - چهار موشک ویمپل آر-۷۳ یا آر-۶۰
  - چهار موشک دوربرد آر-۷۷ (آآ-۱۲ آدر).
- یک موشک بالیستیک هواپایهٔ ابرصوت کینژال
- بعضی نسخه‌ها توان حمل موشک‌های ضدراداری کا-اچ-۳۱ و کا اچ-۵۸ را نیز دارند.